# Pascal Quoirin
Pascal Quoirin est un facteur d'orgue français installé dans le Vaucluse. Il a restauré de nombreux orgues historiques et construit des instruments neufs. Il a été consulté à la suite de l'incendie de Notre-Dame de Paris.

## Biographie

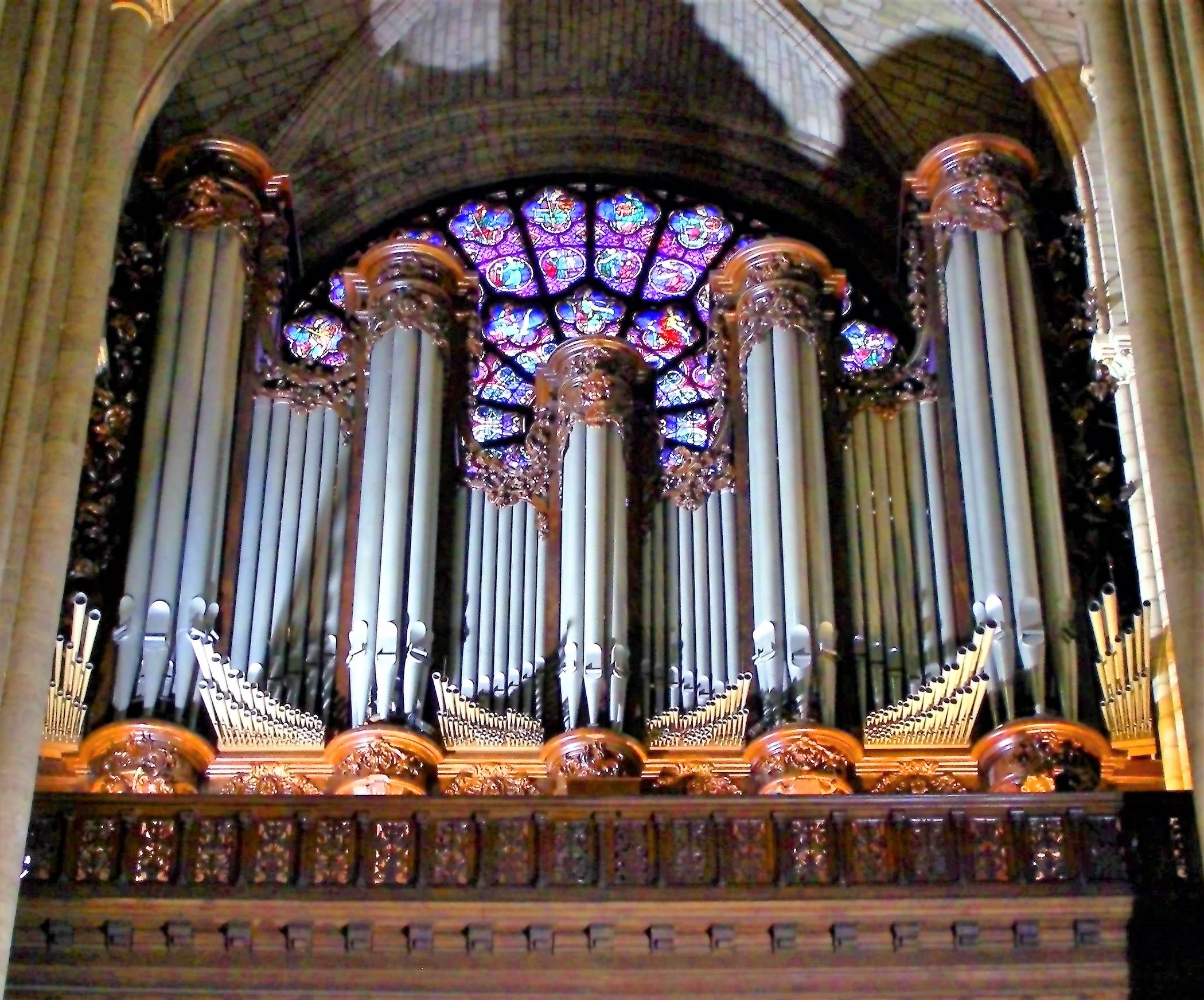
Grand orgue de la cathédrale Notre-Dame de Paris.

Pascal Quoirin entre en apprentissage chez Philippe Hartmann dans le Jura à l'âge de seize ans puis commence à travailler à la construction d'un orgue pour la cathédrale Saint-Siffrein de Carpentras de 1970 à 1972,.
À la suite de la création de son entreprise en 1975, il effectue de nombreux travaux de restauration d'orgues historiques — notamment l'Orgue Dom Bedos de l'abbatiale Sainte-Croix de Bordeaux — ou de construction d'orgues neufs dans des églises ou temples. 
Les travaux de construction d'un nouvel instrument dans la Cathédrale Saint-Léonce de Fréjus qui ont été réalisés par Pascal Quoirin, en collaboration avec le facteur Jean-Louis Loriaut nécessiteront plus de deux ans de travail et la réception interviendra en novembre 1991.
Il a par ailleurs, en 2006, doté la cathédrale d'Évreux de grandes orgues particulièrement remarquées pour le concept novateur de leur buffet adapté à la relative étroitesse de la nef.
Il est appelé le 23 avril 2019 à la suite de l'incendie de Notre-Dame de Paris pour expertise du grand orgue de la cathédrale qu'il avait restauré précédemment en 2012 et 2014,.

## Décoration
- Officier de l'ordre des Arts et des Lettres (2024)[5]